# Brian Wood
Brian Wood (Essex Junction, 29 de Janeiro de 1972) é um escritor, ilustrador e designer gráfico residindo atualmente no Brooklyn, em New York. Conhecido primariamente como autor de histórias em quadrinhos, Wood tanto escreve quanto ilustra romances gráficos e séries mensais para as mais variadas editoras.
Durante boa parte de sua carreira como quadrinista, Wood teve também um emprego no período diário durante muitos anos como designer da Rockstar Games e participou do desenvolvimento gráfico de grandes franquias de Video game, tais como Grand Theft Auto, Midnight Club, Max Payne, Smuggler's Run, e Manhunt. Wood é também um dos mais distintos e aclamados designers gráficos da indústria da arte seqüêncial, tendo criado celebradas capas para a maxi-série Global Frequency, de Warren Ellis, para suas próprias séries mensais, como a recente DMZ e muitos outros.
As ilustrações de Wood já apareceram em publicações como Punk Planet, Bail Magazine, The SF Bay Guardian, e em curta-metragens produzidos pela Nike.

## Carreira

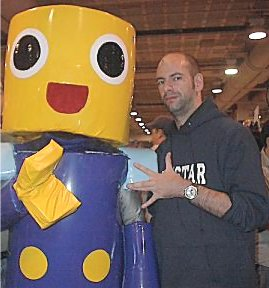
Brian Wood durante uma convenção de quadrinhos em Boston, em 2002.

### Início
Nascido em Essex Junction, Vermont, Wood se mudou para a cidade de Nova York em 1991. Lá ingressaria na Parsons School of Design, pela qual obteve um Bacharelado em Ilustração em 1997. Como parte de seu projeto de graduação, criou a minissérie Channel Zero,  que acabou sendo publicada em 5 edições pela Image Comics ainda em 1997. Situada num futuro distópico, no qual a cidade de Nova York se tornou vítima de uma iniciativa totalitária do governo chamada "The Clean Act", limitando a liberdade de todos os habitantes.
Após essa experiência, Wood deixou de se envolver com romances gráficos por anos, tendo trabalhado majoritariamente em trabalhos para a internet. Apenas em 2000 que, graças a uma oferta de Warren Ellis, Wood retornaria aos quadrinhos, para co-escrever para a Marvel Comics  uma série de histórias da Geração X, como parte do evento Counter-X, no qual Ellis buscava redifinir diversas séries mutantes. Wood co-escreveu as edições 63 à 70 ao lado de Ellis e foi o responsável pelo roteiro das edições 71 à 75. A série acabou sendo cancelada pelo editor-chefe da editora, Joe Quesada, como parte de uma série de iniciativas para "simplificar" o universo dos X-Men.
Entre os anos de 2001 e 2003, Wood produziu diversos trabalhos autorais, como Couscous Express, The Couriers e Jennie One para a editora AIT, Pounded pela Oni Press e Fight For Tomorrow para o selo Vertigo, da DC Comics. Nesse período, Wood foi contratado pelo AIT como diretor artístico, e, num período de seis meses, chegou a desenvolver um novo logo para a empresa - ainda em uso - além de ter feito ilustrações para as capas da maior parte dos títulos públicos na época. No mesmo período, Wood, à convite de Warren Ellis, desenhou as 12 capas das aclamada minissérie Global Frequency.

### Demo
No final de 2003, Wood deixou seu emprego na Rockstar Games e, ao lado da artista  Becky Cloonan, criou Demo, uma série mensal responsável pelo seu reconhecimento frente à indústria. Cada uma das 12 edições da série incluía uma história completa, além de oito páginas com materiais bônus. A série foi bastante bem-sucedida, rendendo duas indicações aos prêmios Eisner.

### 2005 em diante
O formato utilizado em Demo foi repetido quando da publicação, pela editora Oni Press, de Local. Com desenhops de Ryan Kelly, a história teve início em 2005, e tratava de Megan McKeenan, ainda que ela não fosse a protagonista de todas as edições, a série era sobre "a história de Megan, sua vida, e a passagem do tempo", conforme definiria o próprio Wood, em entrevista.  No ano seguinte, Wood publicou The Tourist, através da Image Comics e Supermarket, pela IDW. Ainda em 2006 se deu o início de DMZ, ainda em publicação de forma mensal. A série foi responsável por conceder à Wood projeção frente toda a crítica especializada e rapidamente tornou-se seu trabalho mais conhecido e aclamado.
Em Agosto de 2006, a DC Comics anunciou que Wood havia assinado um contrato de exclusividade, por 2 anos. Em Dezembro de 2007, Wood deu início à seu primeiro grande trabalho para a DC Comics após o contrato de exclusividade: Northlanders, título mensal publicado sob o selo Vertigo e que tratava de uma história fictícia envolvendo viquingue.